# Praz (Vully)
Pour les articles homonymes, voir Praz.
Praz (Prâ  en patois fribourgeois) est une localité suisse de la commune de Mont-Vully situé au bord du lac de Morat, au pied sud du Mont Vully dans le canton de Fribourg. Ses anciennes bâtisses vigneronnes font que le site est classé d'importance nationale.

## Histoire
Praz fut étroitement lié au village de Chaumont dès le XVIe siècle, notamment par la construction d'une école commune en 1568 et regroupèrent leurs administrations. Chaumont est déserté depuis le XIXe siècle. Praz comprend des maisons vigneronnes, constructions patriciennes, telles que les maisons d'Erlach-Velga et de Wattenwyl. Jusqu'en 1484, la localité fut possession de la seigneurie de Morat. Elle faisait partie du bailliage commun de Berne et Fribourg, du district de Morat dès 1798. Praz fut rattaché à la paroisse réformée de Môtier en 1530.
En 2016, l'ancienne commune de Bas-Vully dont faisait partie Praz a fusionné avec Haut-Vully pour former la commune de Mont-Vully.

## Fête des vendanges du Vully
La fête des vendanges du Vully est un événement qui a lieu depuis 1981 dans la localité et qui fait partie des traditions vivantes du canton de Fribourg. Elle se déroule dans le vieux Praz au pied du Mont Vully et de ses vignobles, durant deux jours, le dernier week-end du mois de septembre en principe. Au programme, on trouve notamment le traditionnel cortège des enfants des écoles du Vully. Les ruelles se parent de fleurs et de décorations riches en couleurs. Dans les nombreux stands tenus par les sociétés locales, on peut déguster les vins du Vully et les fameux gâteaux sucrés ou salés.
Il existait bien évidemment un temps de réjouissances lié aux vendanges avant la création de la formule actuelle mise sur pied en 1981. Ces réjouissances n'avaient alors pas le même degré d'organisation que la fête qui existe aujourd'hui. Les gens de la région se retrouvaient néanmoins pour fêter la période de la récolte du raisin autour du restaurant de l'Écu, à Praz. Durant une vingtaine d'années, cette fête n'eut plus lieu. C'est sous l'impulsion de la Société de développement du Vully qu'elle reprit en 1981.
La 36e édition a lieu en 2016 et attire 3 000 visiteurs. Cela représente une baisse de fréquentation par rapport aux années précédentes et l'organisation de la manifestation s'en retrouve menacée.

## Restaurants
Le village de Praz compta plusieurs restaurants au cours du siècle. 
- Le café du lac , maintenant fermé
- L'Auberge de l'Écu , maintenant fermée
- L'Hôtel Restaurant Cave Bel-Air , est ouvert depuis 1900 en tant que restaurant, puis hôtel avec un ajout d'une partie hotellière dès 1918 ainsi que cave, en encavant ses propres vins, dès 1945. Le restaurant est renommé loin à la ronde pour sa cuisine, notamment ses filets de perche, ainsi que son cadre idyllique au bord de l'eau. Le restaurant est l'affirmation d'une tradition familiale, puisqu'au main de la même famille depuis ses débuts.